# 山西汽车运输集团有限公司
山西汽车运输集团有限公司（简称山西汽运集团）总部设在山西省太原市，目前属于法人独资大型国有企业。公司的前身是山西省汽车运输总公司。

## 历史沿革
- 民国38年(1949年)5月，山西省公路运输局运输公司成立。
- 1957年，省运输公司撤销，下放给地(市)管理。
- 1962年重建省汽车运输公司，将下放的企业又收归省属。
- 1970年山西省汽车运输公司撤消，仅保留太原、侯马、阳方口3个公司，其余企业均下放地（市）。
- 1971年，山西省汽车运输公司建制恢复；1975年，11个基层企业均属省辖。
- 1988年，省汽车运输公司由行政性公司改革为企业，改称山西省汽车运输总公司，属全民所有制经营服务型实体。
- 2001年9月，经山西省人民政府批准，山西省汽车运输总公司改制重组为山西汽车运输集团有限公司，成为国有独资大型一类企业。[2]
- 2010年12月变更为山西能源交通投资有限公司一级子公司。